# 郭真人古庙
郭真人古庙，位于中国广东省东莞市东莞市虎门镇白沙村，为东莞市的一个市、县级文物保护单位，类型为古建筑，公布时间为1993年6月22日。
郭真人古庙的历史年代为明代。